# Automatisch
«Automatisch» es una canción de la banda alemana Tokio Hotel y es el primer sencillo de su segundo álbum en inglés Humanoid. "Automatic" fue lanzado en los Estados Unidos el 22 de septiembre de 2009.

## Video musical
El video musical fue dirigido por el Craig Wessels de Wicked Pixels, el estudio de animación más galardonado de Sudáfrica, y fue filmado durante tres días en el desierto de Kalahari en Sudáfrica. El video muestra a la banda manejando separadamente  automóviles, y muestra además robots  humanoides generados por computadora. El video musical de "Automatic" fue lanzado en la internet el 3 de septiembre de 2009 en YouTube, mientras que el video de la versión en alemán fue lanzado un día después.

## Versiones del sencillo
La canción posee dos versiones: Una en inglés, que está presente en el álbum Humanoid para Estados Unidos, Europa y Latinoamérica; y la otra en alemán, presente en el álbum Humanoid para Alemania.

## Formatos y listado de canciones

### Automatisch CD-Single: 2 Track
| # | Title         | Songwriters | Length |
| - | ------------- | ----------- | ------ |
| 1 | "Automatisch" |             |        |
| 2 | "Automatic"   |             |        |

### Automatisch CD-Single: Premium
| # | Title                       | Songwriters | Length |
| - | --------------------------- | ----------- | ------ |
| 1 | "Automatisch"               |             |        |
| 2 | "Humanoid" (German Version) |             |        |

- Bonus Tokio Hotel fan magnet

### Automatic CD-Single
| # | Title       | Songwriters | Length |
| - | ----------- | ----------- | ------ |
| 1 | "Automatic" |             |        |

### Automatic Australian iTunes Download
| # | Title                            | Songwriters | Length |
| - | -------------------------------- | ----------- | ------ |
| 1 | "Automatic"                      |             | 3:15   |
| 2 | "Automatisch"                    |             | 3:15   |
| 3 | "Humanoid (English Version)"     |             | 3:48   |
| 4 | "Automatic (Remote Control Mix)" |             | 3:17   |

## Cartelera
| Charts (2009)                    | Peak position |
| -------------------------------- | ------------- |
| Argentina Singles Chart          | 4             |
| Austrian Singles Chart           | 14            |
| Belgian Singles Chart (Flanders) | 23            |
| Belgian Singles Chart (Wallonia) | 16            |
| Dutch Singles Chart              | 75            |
| French Singles Chart             | 2             |
| Spanish Singles Chart            | 50            |
| Swedish Singles Chart            | 36            |
| Swiss Singles Chart              | 48            |
| Los 10+ Pedidos MTV Norte        | 1 (x11)       |
| Los 10+ Pedidos MTV Centro       | 1 (x31)       |
| Los 10+ Pedidos MTV Sur          | 1 (x15)       |